# Una granja
 (mars 2025).
Une ferme (espagnol : Una granja) est une peinture à l'huile sur panneau réalisée par le peintre flamand Joos de Momper.
L'œuvre a été créditée comme une collaboration entre de Momper et Jan Brueghel l'Ancien. Ce tableau est conservé au Musée du Prado à Madrid.